# منبر حزبي
المنبر الحزبي السياسي أو المنبر هو قائمة بالأعمال التي يدعمها حزب سياسي، أو مرشح فردي، أو أية مؤسسة أخرى لتنال استحسان الجماهير بهدف تصويت الناس للمرشحين لاعتلاء منصب سياسي أو تولي قضايا أو مسائل معقدة. والموضوعات الفردية، ورأي الحزب أو الفرد أو المنظمة بشأنها، تُسمَى عادةً «بنود» المنبر. وهذه البنود بالإنجليزية تُسمَى "planks" التي تعني حرفيًا «الألواح الخشبية» في إشارة إلى الخشبة الأساسية المكونة من ألواح خشبية ويمكن تجميعها لإلقاء خطابات على الجماهير أو عقد المناظرات.
والمنبر الحزبي يُشار إليه أحيانًا باسم البيان الرسمي أو المنبر السياسي.

## الأصول
اُستخدِمت كلمة المنبر "platform" بالإنجليزية للمرة الأولى في عام 1535. وهي مشتقة من الكلمة الفرنسية المتوسطة plate-forme، التي تعني حرفيًا «شكل سطحي». والمعنى السياسي للكلمة، الذي يعكس «بيان سياسات الحزب»، اُستخدِم في عام 1803، وكان يشير على الأرجح إلى منصة فعلية كان يجتمع عليها الساسة، ويقفون لعرض قضاياهم.

## المنابر السياسية الشهيرة
- القضايا الخمس والتسعون لمارتن لوثر في عام 1517 عارضت ممارسات الكنيسة الكاثولويكية آنذاك (دينيًا وسياسيًا)، وأدت إلى تأسيس البروتستانتية

كتيب *توماس بين في عام 1776 الذي حمل عنوان الفطرة السليمة (Common Sense) ناصر فكرة التحرر من الحكم البريطاني للمستعمرين الأمريكيين، واقترح دستورًا لأمة جديدة
بيان الحزب الشيوعي *لفريدريخ أنغلز وكارل ماركس في عام 1848
خطة *فرانكلين روزفلت في عام 1932 المعروفة باسم الاتفاق الجديد
منبر *الحزب الديمقراطي الأمريكي في عام 1948 الذي يشمل الحقوق المدنية
تشريع «الحرب على الفقر» الذي طرحه *ليندون بينيس جونسون في عام 1965
- الكتاب الأحمر الصادر عن الحزب الليبرالي بكندا في عام 1993
- وثيقة التعاقد مع أمريكا في عام 1994 التي طرحها الحزب الجمهوري في الكونغرس

ثورة الفطرة السليمة *لمايك هاريس في عام 1995
- خطة المائة ساعة التي طرحها الحزب الديمقراطي الأمريكي في عام 2006

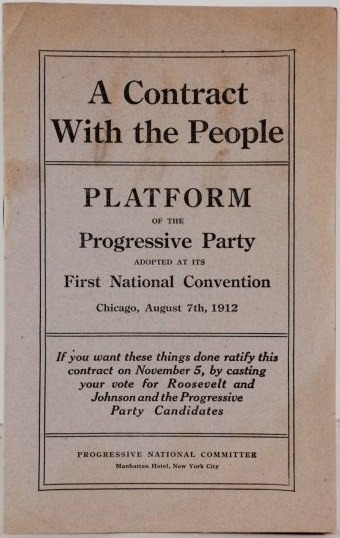
نموذج لنظام مطبوع في صورة كتيب: نظام الحزب التقدمي

 الأمريكي عام 1912

## وصلات خارجية
- Platforms of U.S. political parties, 1840-present from the American Presidency Project at the University of California, Santa Barbara